# Volo Asiana Airlines 733
Il volo Asiana Airlines 733 (OZ733/AAR733) era un volo civile domestico operato dalla sudcoreana Asiana Airlines in servizio dall'aeroporto Internazionale di Seul-Gimpo all'aeroporto di Mokpo, in Corea del Sud. Il Boeing 737 che lo operava precipitò il 26 luglio 1993 nell'area di Hwawon della Contea di Haenam, nella provincia della Jeolla Meridionale. La causa dell'incidente venne individuata in un errore del pilota che portò a un volo controllato contro il suolo. 68 dei 116 passeggeri e membri dell'equipaggio a bordo persero la vita.

## L'aereo
Il velivolo coinvolto era un Boeing 737-500, marche HL7229, numero di serie 24805, numero di linea 1878. Aveva volato per la prima volta il 14 gennaio 1990 e venne consegnato alla danese Maersk Air nel giugno dello stesso anno. Passò poi alla Asiana Airlines nel novembre del 1992. Era equipaggiato con 2 motori turboventola CFMI CFM56-3B1. Al momento dell'incidente l'aereo aveva circa tre anni e aveva accumulato 7 301 ore di volo in 5 707 cicli di decollo-atterraggio.

## L'incidente
Il 26 luglio 1993, il volo 733 decollò da Seul diretto a Mokpo, per un arrivo previsto alle 15:15. In quelle ore le condizioni meteorologiche nella zona di Mokpo segnalavano forti piogge e vento. Il volo prevedeva di atterrare sulla pista 06 e l'aereo effettuò il primo tentativo di atterraggio non riuscito alle 15:24, seguito da un secondo tentativo di atterraggio alle 15:28, anch'esso fallito. Alle 15:38 l'aereo effettuò un terzo tentativo. Il bimotore scomparve dai radar alle 15:41. Alle 15:48, l'aereo urtò contro un crinale del monte Ungeo, a 800 piedi (240 m). Alle 15:50 il relitto venne individuato vicino a Masanri, provincia di Jeolla meridionale, a circa 10 chilometri a sud-ovest dell'aeroporto di Mokpo. La notizia venne riportata da due passeggeri sopravvissuti che fuggirono dal relitto e corsero a un villaggio sotto la montagna.

## Le indagini
Asiana Airlines annunciò, dopo l'incidente, che l'aereo aveva tentato tre volte di atterrare e che sembrava essere precipitato. Le piste non avevano un ILS installato. L'aeroporto di Mokpo era dotato solo di VOR/DME, con il risultato che i piloti eseguivano tentativi di atterraggio eccessivi in alcuni casi, ed era una delle cause dell'incidente. Il pubblico ministero incaricato di indagare sull'incidente annunciò che l'aereo era scomparso dalla normale rotta di volo. Entrambi i piloti rimasero uccisi nello schianto. Chung Jong-hwan, direttore generale del Ministero dei trasporti, affermò che le azioni del comandante Hwang avevano causato l'incidente. Un'indagine rivelò che errori dei piloti erano la causa dell'incidente; infatti, l'aereo aveva iniziato la discesa mentre stava ancora passando sopra la cima di una montagna. I registratori di volo vennero trovati e analizzati. Dalle registrazioni emerse che dopo il terzo tentativo, l'equipaggio disse alla torre di controllo che l'aereo stava virando fuori rotta. Secondo il registratore vocale della cabina di pilotaggio (CVR), il comandante Hwang portò l'aereo al di sotto dell'altitudine minima di sicurezza (1 600 piedi (490 m)), poiché disse, "OK, 800 [piedi]", pochi secondi prima dell'impatto.

## Conseguenze
Questo è stato il primo incidente aereo con vittime (e al 2023, il peggiore) di Asiana Airlines da quando è stata fondata la compagnia aerea. Dopo l'incidente, Asiana sospese la rotta Gimpo-Mokpo. La compagnia aerea pagò un risarcimento alle famiglie delle vittime. Inoltre, all'epoca, il dipartimento dei trasporti stava progettando di costruire l'aeroporto internazionale di Muan nella contea di Muan, provincia di Jeolla. Quando l'aeroporto internazionale di Muan venne aperto nel 2007, l'aeroporto di Mokpo fu chiuso e trasformato in una base militare. L'incidente indusse anche Asiana a cancellare l'ordine di Boeing 757-200 a favore dell'Airbus A321.
Dopo lo schianto del volo 733, Asiana Airlines ebbe altri due incidenti nel luglio del 2011 e nel luglio del 2013, provocando quella che la compagnia aerea definì la "maledizione dei sette".
Il volo 733 all'epoca fu il peggior disastro aereo in Corea del Sud. Venne superato dal volo Air China 129, precipitato il 15 aprile 2002, con 129 vittime. Fu anche il peggior incidente che coinvolse un Boeing 737-500 in quel momento. Venne superato dal volo Aeroflot 821, precipitato il 14 settembre 2008, con 88 vittime. Al 2023, il volo 733 rimane il secondo peggior incidente in entrambe queste categorie.